# رنكوس
رنكوس بلدة من بلدات منطقة التل في محافظة ريف دمشق في سوريا، المساحة الإجمالية 22.277 هكتار. تقع شمال دمشق وتبعد عنها مسافة 47 كم، ترتفع عن سطح البحر 1650 – 2150 متر.

## المناخ والسكان
تمتاز البلدة بالمناخ المعتدل صيفا والبارد شتاء وتتساقط فيها الثلوج والأمطار ويتراوح معدل هطول الأمطار فيها بين 350 - 650 ملم وتغطي الثلوج القرية والجبال المحيطة، عدد سكانها 19900 نسمة.
يدين أهل بلدة رنكوس جميعا بالديانة الإسلامية ويحد البلدة غربا بلدة صيدنايا (12 كم) (التي تعتبر من أقدم وأشهر التجمعات المسيحية وهي مزار ومحج إلى اليوم للمؤمنين المسيحيين من كل أنحاء العالم) وبلدة سرغايا (التي تتبع منطقة الزبداني المعروفة بأنها مصيف ذو مناخ رائع يقصده أهل الخليج بكثرة). تحد مزارع البلدة شمالا بلدة عسال الورد وجزء من قرية حوش عرب (أراضي الجرد السورية التابعة لقرية حوش عرب) والحدود اللبنانية التي تتمثل بجبال سوريا الغربية ولبنان الشرقية (والتي يقع جزء منها ضمن أراضي البلدة ويكثر فيها تساقط وتواجد الثلوج التي كانت تبقى من العام إلى العام الذي يليه دون أن تذوب). ويحدها من الشرق قرية حوش عرب وقرية عكوبر وبلدة جبعدين (القديمة والتي ما زال أهلها يتحدثون اللغة السريانية لغة السيد المسيح مع اللغة العربية علمًا أنهم جميعا من المسلمين ولكن أبَوا أن يتنازلوا عن لغة السيد المسيح) ويحدها جنوبا بلدتا حفير الفوقا وبلدة بدا.

## السياحة والاصطياف
جمال رنكوس وطبيعتها هو من المقومات السياحية مع المصايف المحيطة في ريف دمشق من المصايف السورية العريقة.

## الأنشطة في القرية
تشتهر القرية بزراعة الأشجار المثمرة، وأهم المحاصيل التي تشتهر بها: من الأشجار المثمرة (تفاح – أجاص – كرز - لوز - مشمش)، ومن المزروعات والخضروات (بطاطا - بازلاء) وأنواع عديدة من الخضروات.
أما عن الثروة الحيوانية في رنكوس فيتم تربية أنواع عديدة من الحيوانات يستفاد منها تجاريا مثل: الأغنام، الماعز، الأبقار، الدواجن وغيرها.
و يعمل الكثير من الأهالي بالسفر على سيارات النقل بين سوريا والخليج حيث بلغ عدد سيارات الشحن الكبيرة المملوكة لأهالي البلدة في سنة 2007 أكثر من 200 سيارة شحن كبيرة تنقل البضائع بين سوريا ودول الخليج.

## تاريخيا
تعتبر بلدة رنكوس من البلدات القديمة في منطقة القلمون فهي منطقة سيريانية ترجع إلى أقدم العصور ويتواجد فيها وفي محيطها العديد من الآثار التي تدل على ذلك. كما تكثر في مزارع ومحيط بلدة رنكوس آثار لقرى قد خربت وتدعى بالخرب مثل خربة عمرستا وخربة سبنا وخربة سعنور... الخ ويعود سبب كثرة هذه الخرب إلى تدمير المغول للقرى والبلدات وذلك بسبب قرب بلدة رنكوس من مدينة بعلبك اللبنانية ومن المعلوم أن المغول قد دمروا المنطقة بسبب مقاومتها لهم علمًا أن البلدة كانت تتبع إداريا قبل تقسيم المستعمر للبلاد العربية إلى قضاء بعلبك. الديانة التي كانت سائدة هي الديانة المسيحية ويرجع اصول أهل البلدة إلى الأصول الارامية السريانية السورية القديمة وقد تحول أهلها بعد ظهور الدين الإسلامي الحنيف إلى الديانة الإسلامية وليقرر حديثا بناء مسجد مكان الدير القديم في وسط البلد ليكون شاهداً ورابطاً على تسلسل اعتناق أهل المنطقة للأديان السماوية.
في زمن الاحتلال الفرنسي شارك أبناء رنكوس وحوش عرب وعسال الورد سويا ومنهم جمعة سوسق وأسعد خليل بكور ومحمد سعيد جمعة ومحمد بكور ومحمود بكور وخالد البراقي وأسعد ملحم جمعة ومحمد البرتاوي وأسعد خلوف ومحمد شداد وعائلات كثيرة لا يمكن حصر جميع الأسماء من نساء ورجال وأطفال في ثورة القلمون وأبلوا بلاء حسناً، وجرت معركة بين الثوار والقوات الفرنسية على حدودها مع قرية حوش عرب، انتصر فيها الثوار انتصاراً ساحقاً، وأجبروا الفرنسيين على التراجع.